# Mistrzostwa NATO w szachach
Mistrzostwa NATO w szachach – rozgrywki mające na celu wyłonienie drużynowego oraz indywidualnego mistrza NATO w szachach.
Pierwsze nieoficjalne mistrzostwa rozegrano w roku 1978 w Nørresundby. Od roku 1989 zawody mają status oficjalnych mistrzostw organizowanych pod patronatem NATO (m.in. nagrody zwycięzcom wręczał ówczesny sekretarz generalny, Manfred Wörner). Wyjątkiem był rok 1993, w którym zaplanowane w Stanach Zjednoczonych mistrzostwa nie odbyły się z powodu kłopotów finansowych i w zamian rozegrano nieoficjalny turniej w Holandii.
Absolutnym rekordzistą pod względem liczby zwycięstw jest reprezentacja Niemiec, która spośród wszystkich turniejów tylko czterokrotnie nie zajęła I miejsca. Reprezentacja Polski w mistrzostwach NATO bierze udział od 2002 r. (w którym zajęła VI miejsce), w latach 2003–2007, 2010, 2012 i 2014 – zdobywając tytuły wicemistrzowskie, a w latach 2008, 2009 i 2013 – zajmując III miejsca. Indywidualnie największe sukcesy odnieśli Rafał Przedmojski (2004 – srebrny medal, 2005 – brązowy medal), Mateusz Sypień (2009 – srebrny medal, 2012 – brązowy medal) oraz Dariusz Sycz (2014 – srebrny medal).

## Lista zwycięzców

### Mistrzostwa oficjalne
| Lp | Rok  | Miasta                  | Drużynowo | Indywidualnie        |
| -- | ---- | ----------------------- | --------- | -------------------- |
| 1  | 1989 | Hammelburg              | Niemcy    | Nils Michaelsen      |
| 2  | 1990 | Oslo                    | Niemcy    | Gunter Deleyn        |
| 3  | 1991 | Cranwell                | Niemcy    | Norbert Lücke        |
| 4  | 1992 | Münster                 | Niemcy    | Carsten Lingnau      |
| 5  | 1994 | Breda                   | Norwegia  | Lucas van der Linden |
| 6  | 1995 | Gausdal                 | Holandia  | Harmen Jonkman       |
| 7  | 1996 | Viborg                  | Holandia  | Andrew Hammond       |
| 8  | 1997 | Apt                     | Niemcy    | Hans-Walter Geberl   |
| 9  | 1998 | Portsmouth              | Niemcy    | David Gross          |
| 10 | 1999 | Stetten am kalten Markt | Niemcy    | Jan Gustafsson       |
| 11 | 2000 | Leopoldsburg            | Niemcy    | Fabian Döttling      |
| 12 | 2001 | Sanremo                 | Niemcy    | Piero Bontempi       |
| 13 | 2002 | Brest                   | Niemcy    | Mark Helbig          |
| 14 | 2003 | Høvelte                 | Niemcy    | Harald Borchgrevink  |
| 15 | 2004 | Haga                    | Niemcy    | Lorenz Drabke        |
| 16 | 2005 | Kołobrzeg               | Niemcy    | Andreas Schenk       |
| 17 | 2006 | Berkshire               | Niemcy    | Andreas Schenk       |
| 18 | 2007 | Ankara                  | Niemcy    | Vytautas Vaznonis    |
| 19 | 2008 | Bruksela                | Turcja    | Serkan Yeke          |
| 20 | 2009 | Hammelburg              | Niemcy    | Andreas Schenk       |
| 21 | 2010 | Køge                    | Niemcy    | Lorenz Drabke        |
| 22 | 2011 | Kowno                   | Turcja    | Kıvanç Haznedaroğlu  |
| 23 | 2012 | Brest                   | Niemcy    | Fabrice Wantiez      |
| 24 | 2013 | Warszawa                | Niemcy    | Lorenz Drabke        |
| 25 | 2014 | Quebec                  | Niemcy    | Lorenz Drabke        |
| 26 | 2015 | Amsterdam               | Niemcy    |                      |
| 27 | 2016 | Shrivenham              | Polska    | Finn Pedersen        |
| 28 | 2017 | Budapeszt               | Niemcy    |                      |
| 29 | 2018 | Lubbock                 | Polska    |                      |
| 30 | 2019 | Berlin                  | Niemcy    |                      |

### Mistrzostwa nieoficjalne
| Lp | Rok  | Miasta      | Drużynowo | Indywidualnie     |
| -- | ---- | ----------- | --------- | ----------------- |
| 1  | 1978 | Nørresundby | Niemcy    | Andreasen         |
| 2  | 1979 | Aalborg     | Niemcy    | Ungnad            |
| 3  | 1980 | Aalborg     | Niemcy II | Kurz              |
| 4  | 1981 | Nørresundby | Niemcy    | Egger             |
| 5  | 1982 | Nørresundby | Niemcy    | Detlef Heinbuch   |
| 6  | 1983 | Nørresundby | Niemcy    | Gerald Hertneck   |
| 7  | 1984 | Nørresundby | Niemcy    | Matuttis          |
| 8  | 1985 | Sønderborg  | Niemcy    | Hans-Jörg Cordes  |
| 9  | 1986 | Nørresundby | Niemcy    | Simen Agdestein   |
| 10 | 1987 | Aalborg     | Norwegia  | Simen Agdestein   |
| 11 | 1988 | Nørresundby | Niemcy    | Norbert Gallinnis |
| 12 | 1993 | Breda       | Niemcy    | Tommy Indbryn     |